# August Larsson

För missionären, handelsmannen och den politiska rådgivaren från Västmanland, se August Larson.  För riksdagsmannen från Västergötland, se August Larson (politiker).  
Per August Larsson (i riksdagen kallad Larsson i Säby), född 6 augusti 1856 i Ramdala socken, död där 10 maj 1928, var en svensk lantbrukare och politiker. Svärson till riksdagsmannen Peter Andersson.
August Larsson, som kom från en bondesläkt, var lantbrukare i Säby i Ramdala socken där han också var kommunalstämmans ordförande. Han hade även andra uppdrag i regionen, bland annat i Karlskrona lasarettsdirektion och styrelsen för Östra Blekinge järnväg.
Han var riksdagsledamot i andra kammaren 1900–1902 samt från den 30 mars 1904 till 1917. Fram till 1911 representerade han Östra härads domsagas valkrets och från 1912 Blekinge läns valkrets. Han tillhörde Lantmannapartiet fram till 1905 och tillhörde därefter den grupp som 1906 bröt sig ut och bildade Nationella framstegspartiet, men betecknade sig sedan som partilös i riksdagen åren 1910–1911. År 1911 valdes han till vice ordförande i Blekinge läns frisinnade valkretsförbund, och då den nya riksdagen samlades 1912 anslöt han sig följdriktigt till frisinnade landsföreningens riksdagsparti Liberala samlingspartiet.
I riksdagen var han bland annat suppleant i bankoutskottet 1908–1911 samt ledamot i konstitutionsutskottet 1913–1914. Han engagerade sig även för stöd till fredsrörelsen.